# Нортленд (Сомалі)
Ця стаття — про державне утворення, що існувало на території провінцій Сул, Санааг і Айн в північній частині Сомалі в 2008–2009 рр. Стаття про державу, що існував на даній території в 2010–2012 рр. — Сул-Санааг-Айн, про сучасну автономії — Хатумо.
Сомалійська Держава Нортленд — колишня автономна самопроголошена держава на території Сомалі, яка оголосила про незалежність в 2008 році. На півночі межувала з Маахіром, на сході — з Пунтлендом, на заході — з Сомалілендом. Держава стала вже шостим за рахунком утворенням на території Сомалі після стихійного розвалу цієї країни.

## Історія

### Сучасний період
З початку 1991-х років території, представники східного клану Дулбаханте в Сомаліленді підтримували незалежність самопроголошеного Сомаліленду, оскільки держави Сомалі де-факто вже не існувало. Однак дискримінаційна політика влади змусила створити 1 травня 2008 року свою тимчасову державу з метою подальшого об'єднання з іншими частинами колишнього Сомалі. Нортленді займав райони Сул, Санааг і Айн. Постійні конфлікти з Сомаліленд змусили війська Пунтленда, який також не ставив завдання отримати повну незалежність, частково захопити східні частини Сомаліленду (Маахір і Нортленд), поки влада цієї самопроголошеної держави не встигли встановити там свій контроль. До 2009 року Нортленд припинив своє існування. будучи розділеним між Сомалілендом і Пунтлендом. Однак з 2011 року, завдяки успішним діям проти Сомаліленду, держава знову існує на частини територій провінцій Сул, Санааг і Айн (SSC). Території, що відійшли до цього Пунтленду, були повернуті. Назва Нортленді вже не використовується. SSC як і раніше не є сепаратистським утворенням, прагнучи, як і Пунтленд, стати частиною єдиного Сомалі. Збройні зіткнення з Сомалілендом тривають.